# Prächtiger Natternkopf
Der Prächtige Natternkopf (Echium nervosum) ist eine Pflanzenart aus der Gattung der Natternköpfe in der Familie der Raublattgewächse. Er ist ein Endemit auf der Inselgruppe Madeira.

## Beschreibung

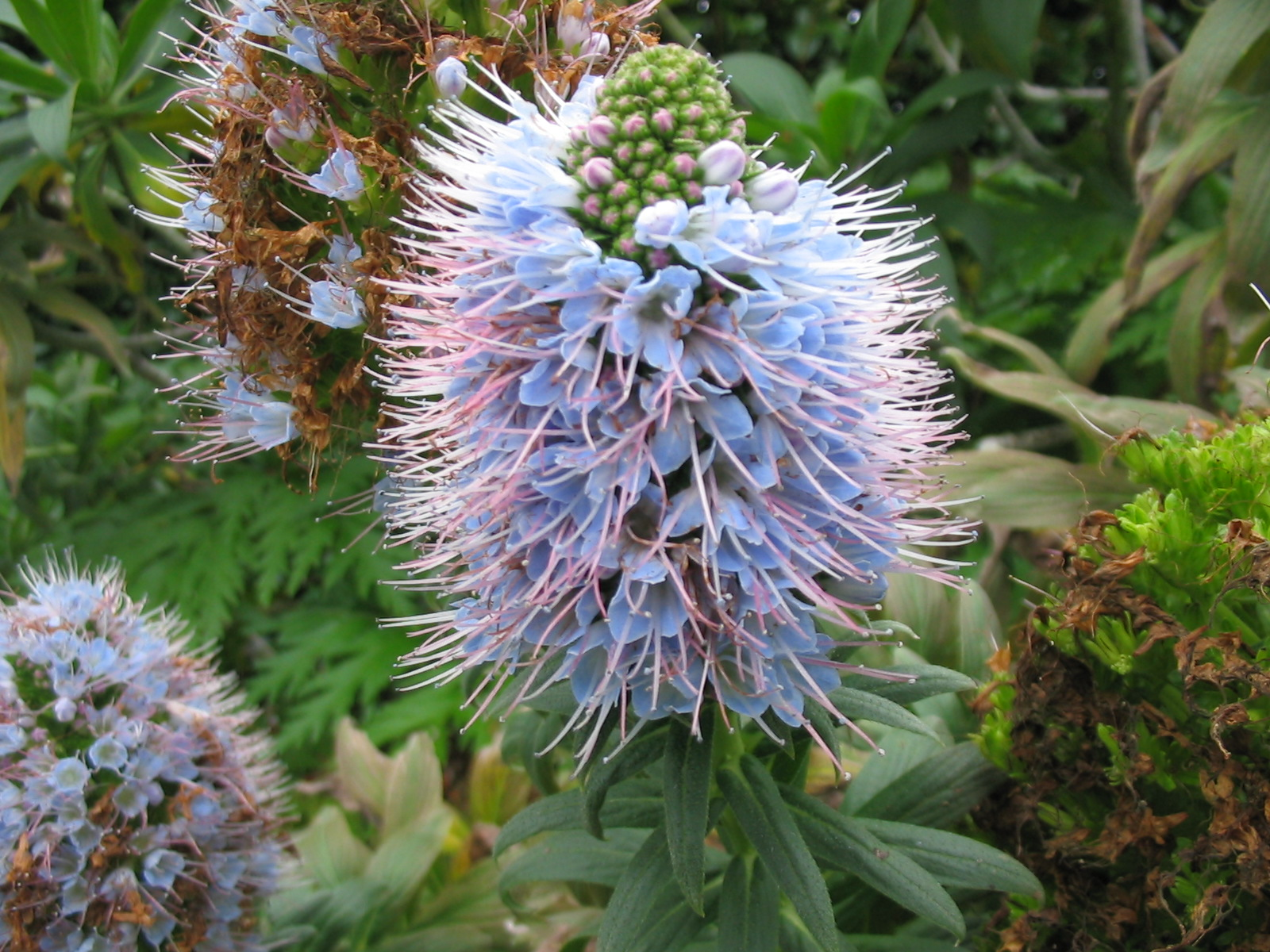
Blütenstand mit Blüten im Detail

### Vegetative Merkmale
Der Prächtige Natternkopf wächst als dicht verzweigter Strauch, der Wuchshöhen von bis zu 2 Metern erreicht. Die Rinde der Zweige ist weiß-grau. Die fast sitzenden Laubblätter sind lanzettlich, bis zu 12 Zentimeter lang und 1 bis 3 Zentimeter breit, grau-grün, rau, kurz behaart und mit markanten Blattadern auf der Unterseite. 

### Generative Merkmale
Die endständigen Blütenstände sind Wickel mit Tragblättern, die dicht zusammenstehend, viele Blüten enthalten und bei einer Länge von 5 bis 16 Zentimetern länglich abgerundet sind. Die zwittrigen Blüten sind schwach zygomorph und fünfzählig mit doppelter Blütenhülle. Die fünf Kelchblätter sind an ihrer Basis verwachsen. Die fünf blass-blauen, selten weißen Kronblätter sind trichterförmig verwachsen und die Blütenkrone ist 6 bis 11 Millimeter lang. Die ungleichen Staubblätter besitzen lange, dünne Staubfäden und relativ kleine, längliche Staubbeutel. Zwei Fruchtblätter sind zu einem vierfächerigen oberständigen Fruchtknoten verwachsen. Der dünne Griffel ist oben zweiästig mit jeweils einer kleinen, kopfigen Narbe.

### Chromosomenzahl
Die Chromosomenzahl beträgt 2n = 16.

## Vorkommen
Der Prächtige Natternkopf ist im Küstenstreifen Madeiras bis zu einer Höhenlage von 300 Metern verbreitet und kommt sowohl im Gelände als auch auf felsigen Abhängen vor. Auf Porto Santo und den Desertas ist er seltener. 

## Nutzung
Der Prächtige Natternkopf wird als Zierpflanze verwendet.